# Vera Brittain

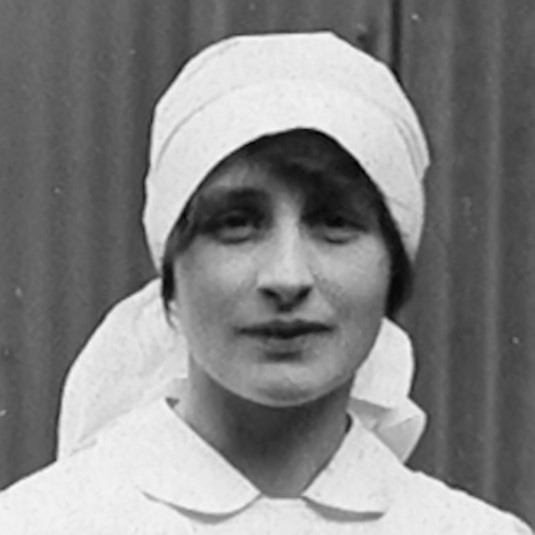
Vera Brittain

Vera Mary Brittain (Newcastle-under-Lyme, 29 december 1893 - Wimbledon (Londen), 29 maart 1970) was een Britse schrijfster, feministe en pacifiste. Ze was vooral bekend als de auteur van het biografisch boek Testament of Youth uit 1933. Dit boek gaat over haar ervaringen tijdens de Eerste Wereldoorlog en het begin van haar weg naar het pacifisme.

## Biografie

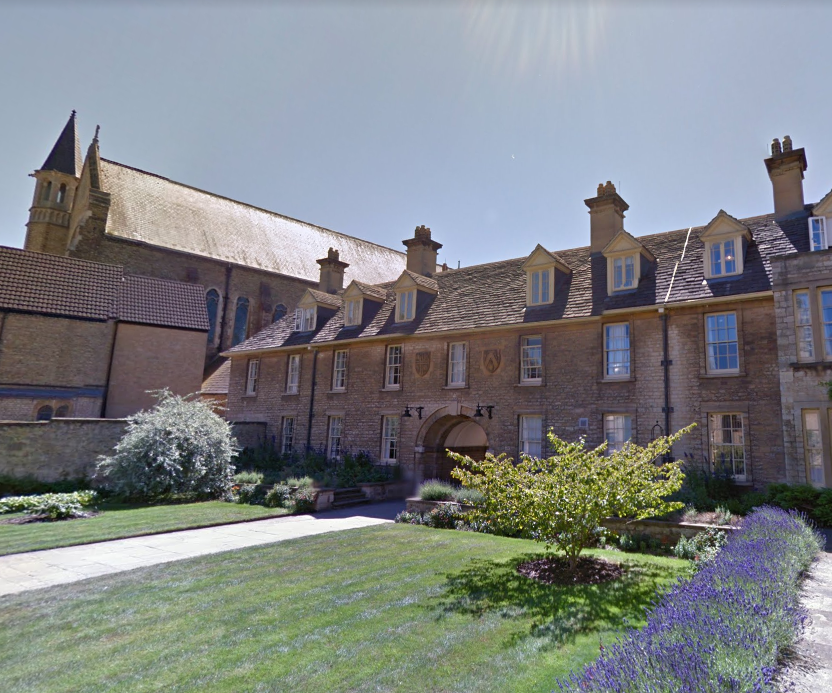
Somerville College, Oxford, waar Brittain studeerde.

Vera Brittain groeide op in een welgesteld middenklasse gezin in Buxton Derbyshire. Ze had een onbekommerde jeugd met haar enige broer als metgezel. Op de leeftijd van 18 maanden verhuisde het gezin naar Macclesfield, Cheshire, en toen ze 11 jaar oud was, verhuisden ze opnieuw naar Buxton in Derbyshire.
Vanaf de leeftijd van dertien jaar verbleef ze in een kostschool in St. Monica, Kingswoord, Surrey. Ze studeerde er Engelse literatuur aan het Somerville College, Oxford. Ze stelde haar studies even uit om in 1915 als VAD (Voluntairy Aid Detachment) verpleegkundige tijdens een groot deel van de Eerste Wereldoorlog te werken. Haar verloofde Roland Leighton, twee goede vrienden Victor Richardson en Geoffrey Thurlow en haar broer Edward Brittain MC sneuvelden allen tijdens de oorlog. Hun brieven aan elkaar zijn gedocumenteerd in het boek Letters from a Lost Generation (Brieven van een verloren generatie).

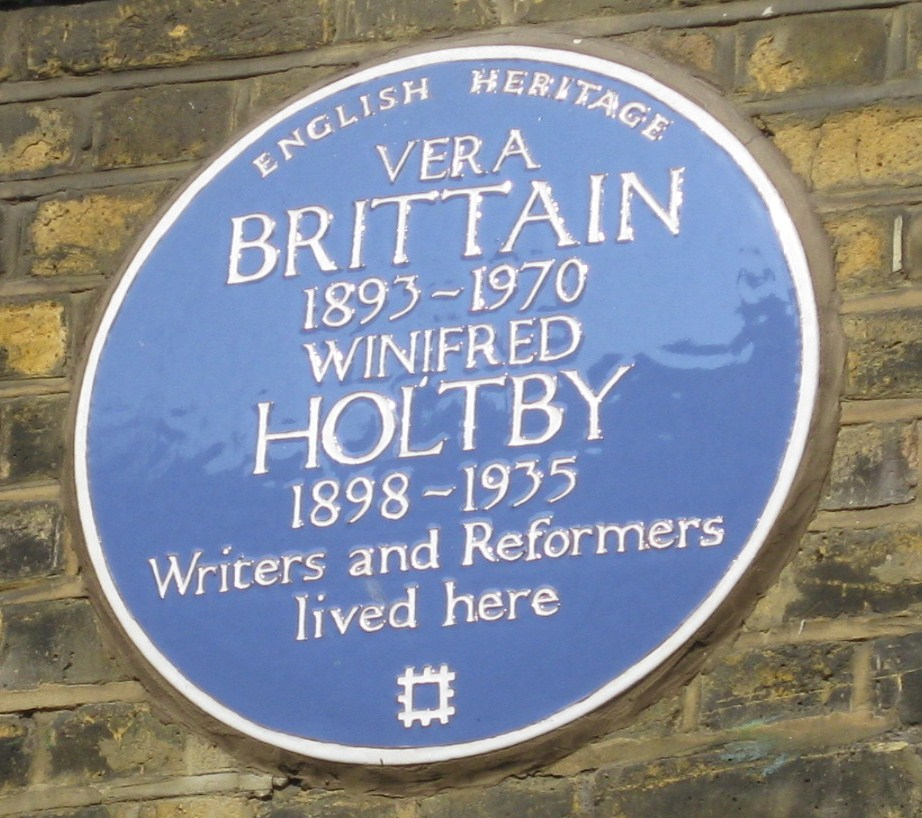
Herdenkingsplaat in 52 Doughty Street, London.

Na de oorlog keerde Brittain terug naar Oxford, ze had moeite om zich aan te passen aan de naoorlogse generatie. In die tijd ontmoette ze Winifred Holtby en er groeide een hechte vriendschap tot de dood van Holtby in 1935.

## Huwelijk en familie
In 1925 trouwde Brittain met George Catlin, een politiek wetenschapper en filosoof. Ze hadden twee kinderen. Hun zoon John Brittain-Catlin (1927-1987) was een beeldend kunstenaar, zakenman en de auteur van de autobiografie Family Quartet. Dat boek verscheen in 1987. Hun dochter Shirley Williams (1930-2021) was eerst minister voor Labour; later werd ze liberaal-democraat.

## Werk
Brittain's eerste roman The Dark Tide verscheen in 1923. Testament of Youth (Testament van de Jeugd) werd pas gepubliceerd in 1933, daarna verschenen nog twee vervolgen. Testament of Friendship (Testament van de Vriendschap) uit 1940 en haar eerbetoon aan en de biografie van Winifred Holtby. Testament of Experience (Testament van Ervaring) uit 1958 beschreef de jaren tussen 1925 en 1952, de voortzetting van haar eigen verhaal. Vera Brittain schreef vooral vanuit het hart en de feitelijke ervaringen met de werkelijke mensen, dit is duidelijk terug te vinden in haar vele romans.
In de jaren twintig was ze een regelmatige spreker voor de League of Nations Union. In 1936 werd ze uitgenodigd om in Dorchester samen met Dick Sheppard, George Lansbure, Laurence Housman en Donald Soper een toespraak te houden tijdens een vredesdemonstratie. Daarna nodigde Sheppard haar uit om tot de Peace Pledge Union toe te treden, wat ze in 1937 ook deed. Later dat jaar werd ze ook lid van het Anglican Pacifist Fellowship. Haar nieuw gevonden pacifisme kwam tijdens de Tweede Wereldoorlog naar voren, toen ze begon te schrijven aan de reeks Letters to Peacelovers.
Ze was een pacifist in die zin dat ze tijdens de oorlog werkte als vrijwilligster bij de Civil Defence Service en doorheen het gehele land reisde om geld in te zamelen voor de voedselhulpcampagne van de Peace Pledge Union. Ze protesteerde tegen de Area bombardementen in Duitse steden, zoals is te lezen in haar boek Massacre by Bombing (Bloedbad door bombardementen) uit 1944.
In 1945 werd haar naam in het Zwartboek van de Nazi’s gevonden, tussen de 2000 mensen die na een Duitse invasie in Groot-Brittannië (Operation Sea Lion] onmiddellijk gearresteerd zouden worden.

## Overlijden

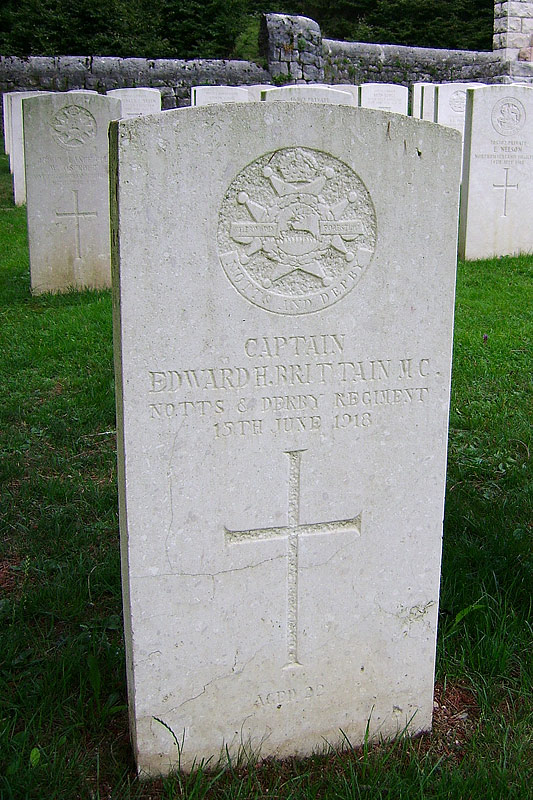
Grafsteen van Edward Brittain, Granezza British Cemetery, Asiago Plateau.

Ze kwam in november 1966, op weg naar een lezing, ten val in een slecht verlichte straat in Londen, waarna een gebroken arm en pink werden vastgesteld. Daarna ging het bergaf met haar gezondheid.
Ze stierf op 29 maart 1970 op 76-jarige leeftijd. Ze wilde dat haar as verstrooid zou worden op het graf van haar broer Edward in Italië, waar hij sneuvelde tijdens "De veldslag van Asiago".
In september 1970 willigde haar dochter haar verzoek in.

## Cultureel erfgoed

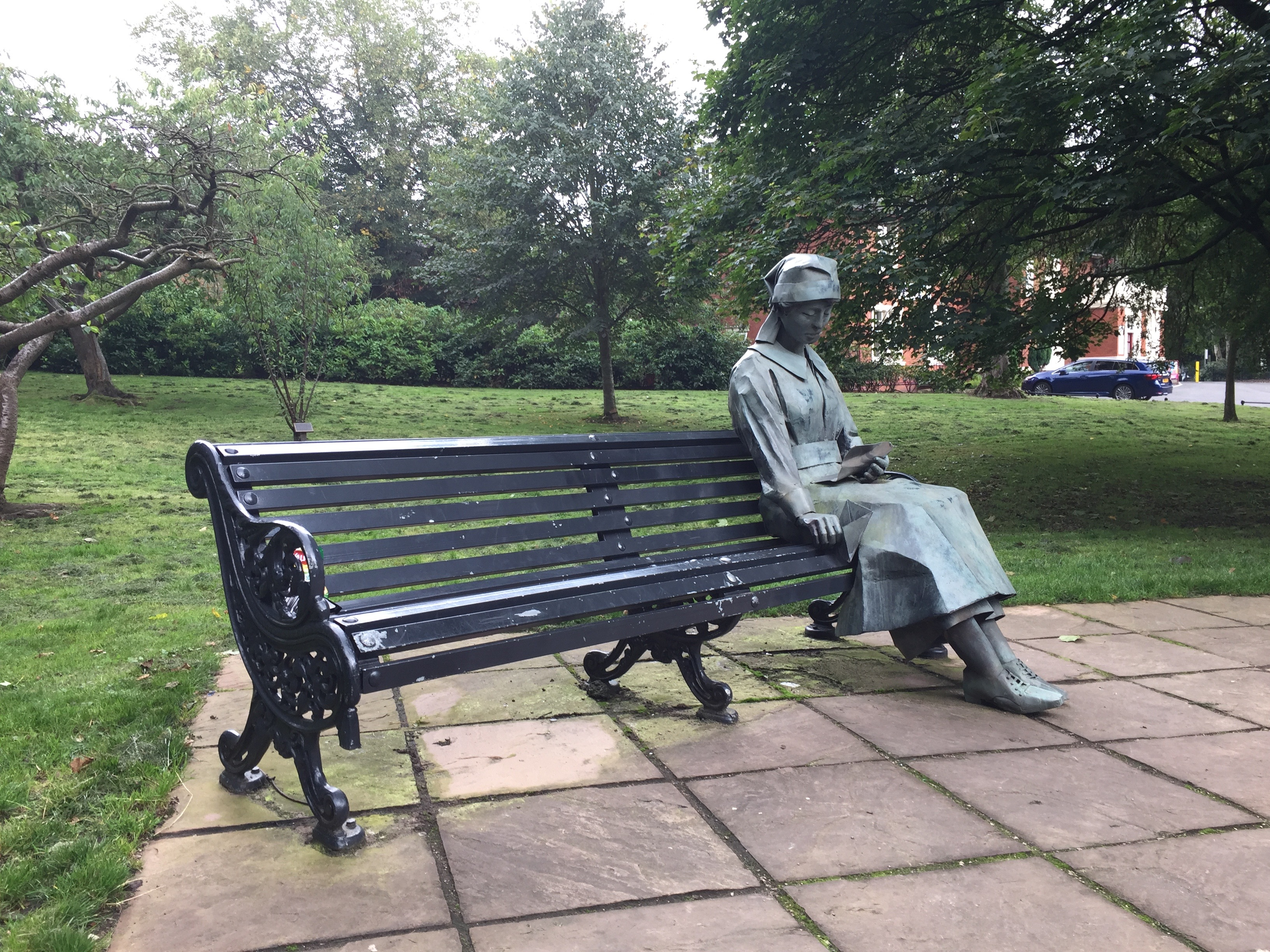
Newcastle-under-Lyme: Vera Brittain beeld in Brampton Park

- Ze werd gespeeld door Cheryl Campbell in 1979 BBC2 in de adaptatie voor televisie van Testament of Youth.
- Sue Gilmurray, ook medelid van de Anglican Pacifist Fellowship schreef een lied over haar, getiteld "Vera".[5]
- In 1998 werden de brieven uit WOI uitgegeven door Alan Bishop en Mark Bostridge en gepubliceerd onder de titel Letters from a Lost Generation (Brieven van een verloren generatie). Ze werden ook als serie op BBC Radio 4 met Amanda Root en Rupert Graves gebracht.
- In 2008 werd Because You Died, een nieuwe selectie van Brittain's poëzie en proza uit WOI gepubliceerd, ter gelegenheid van de herdenking van negentigste verjaardag van de wapenstilstand.
- Op 9 november 2008 werd op BBC een documentaire uitgezonden over Brittain, als onderdeel van de Dodenherdenking gehost door Jo Brand.[6]
- In februari 2009 werd bekend dat Testament of Youth voor BBC televisie verfilmd zal worden.[7]
- In 2014 kwam de film Testament of Youth uit voor de bioscoop.[8]